# Ferdinand Noell
Ferdinand Noell (* 1801; † 1893; vollständiger Name: Christian Ferdinand David Paul Noell) war ein deutscher Verwaltungsjurist und Politiker.

## Leben
Ferdinand Noell studierte Rechtswissenschaften an der Ruprecht-Karls-Universität Heidelberg. 1823 wurde er Mitglied des Corps Rhenania Heidelberg. Er war später Bürgermeister von Niederbrombach und Leisel.
1848 gehörte Noell dem konstituierenden Oldenburgischen Landtag und 1850 dem Oldenburgischen Landtag an.